# Mutilazione delle chele di granchio

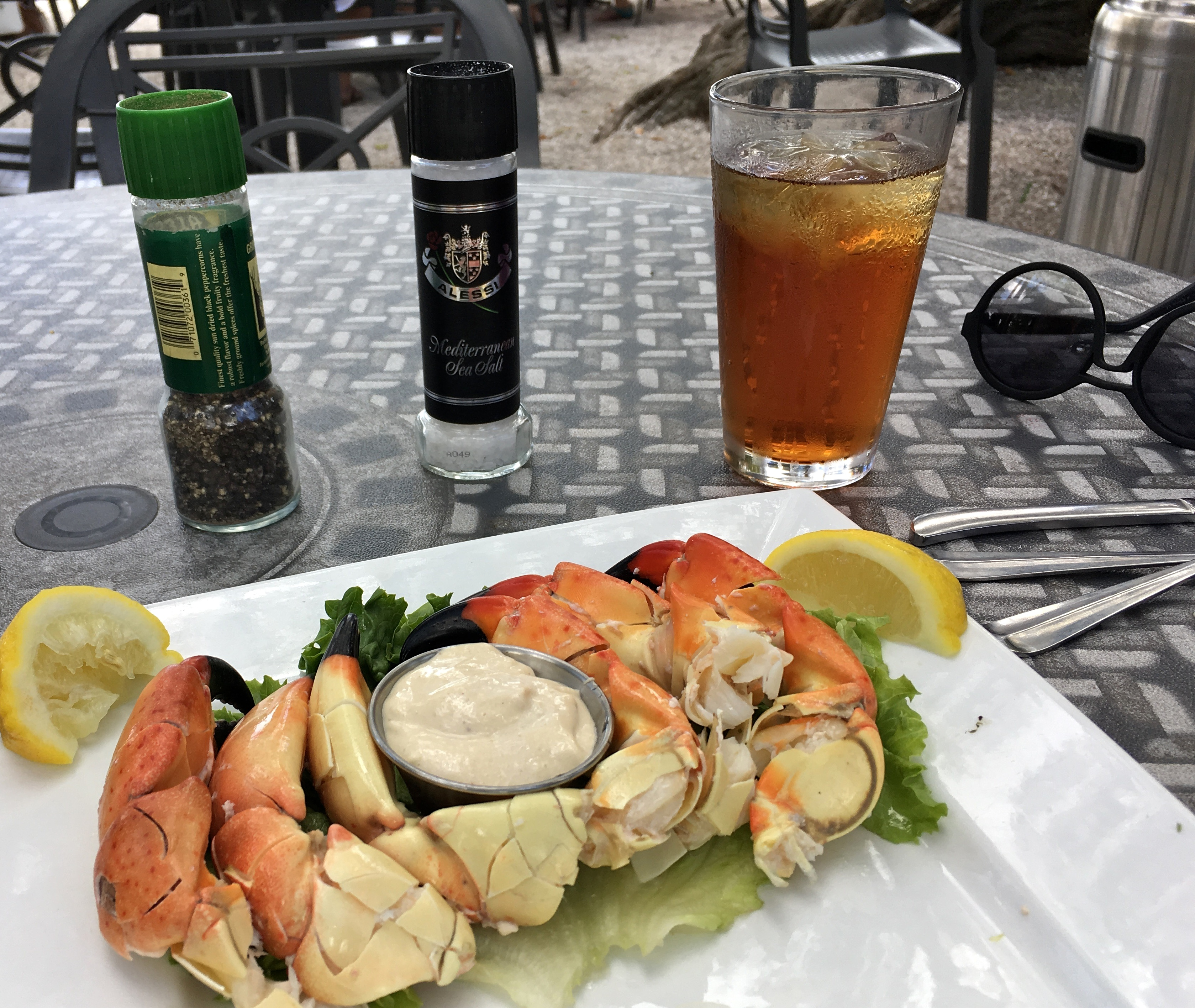
La pesca del granchio di pietra della Florida pratica regolarmente la mutilazione delle chele (nell'immagine servite come pietanza).

La mutilazione delle chele di granchio è il processo mediante il quale una o entrambe le chele di un granchio vengono staccate manualmente prima del ritorno del granchio vivo in acqua, come praticato nell'industria della pesca in tutto il mondo. I granchi hanno comunemente la capacità di rigenerare gli arti persi dopo un periodo di tempo, e quindi la mutilazione è vista come un metodo di pesca potenzialmente più sostenibile. A causa del tempo necessario a un granchio per far ricrescere gli arti persi, tuttavia, se la pratica rappresenti o meno una pesca veramente sostenibile è ancora un punto di indagine scientifica, e l'etica della mutilazione è anche soggetta a dibattiti sul dolore nei crostacei.
Sebbene non sempre fatale, la mutilazione può alterare sostanzialmente le possibilità di sopravvivenza di un granchio in natura. La mutilazione è una pratica controversa; alcune giurisdizioni l'hanno vietata parzialmente o completamente, mentre altre consentono solo la raccolta delle chele del granchio a fini commerciali.

## Procedura
La mutilazione viene eseguita a mano. Per garantire una rottura netta lungo il piano di frattura naturale, un dito viene posizionato sull'articolazione chelipede basale. Viene quindi applicato un movimento rapido e deciso verso il basso mentre l'artiglio è completamente esteso, rompendolo al basi-ischum tra la coxa alla base della zampa e il merus.
In particolare per i granchi il cui corpo intero non viene consumato dagli esseri umani, la mutilazione è una pratica attraente. La rimozione delle chele può facilitare lo stoccaggio e il trasporto della carne di granchio, eliminare il cannibalismo all'interno delle cisterne di stoccaggio e rendere più facile la gestione da parte dell'equipaggio.

## Effetti della mutilazione
I granchi che sopravvivono alla mutilazione iniziale affrontano potenziali svantaggi nell'alimentazione, nell'accoppiamento e nell'autodifesa. L'impatto più immediato della mutilazione, tuttavia, è la possibile morte. In un esperimento che utilizzava tecniche commerciali, il 47% dei granchi di pietra della Florida (Menippe mercenaria) a cui erano state rimosse entrambe le chele è morto dopo la mutilazione, così come il 28% degli amputati di una sola chela. Il 76% di queste vittime si è verificato entro 24 ore dalla mutilazione.
La mutilazione influisce anche sulla capacità di un granchio di nutrirsi, poiché generalmente usa le chele per facilitare la cattura e il consumo delle prede. I granchi di pietra con le chele mutilate sono costretti a rovistare anziché cacciare e cercare attivamente cibo. Questo tipo di granchi in contesti sperimentali controllati consumavano comunque la stessa quantità di cibo, ma modificavano le loro abitudini alimentari dopo la mutilazione, mangiando pesce invece di bivalvi, normalmente una parte importante della loro dieta in natura, perché questi ultimi devono essere aperti con la chela muscolare per poter essere consumati dai granchi. Al di fuori dei contesti sperimentali, dove i granchi con le chele mutilate devono competere attivamente per il cibo, la mortalità per fame rappresenta un pericolo significativo. La ricerca sui granchi Jonah condotta da Carloni e Goldstein nel 2016 ha scoperto che gli individui con le chele mutilate avevano molte più probabilità di rifiutare del tutto il cibo. In definitiva, diverse specie di granchi rispondono in modi diversi alla perdita degli arti, con i granchi eterocheli (ossia con chele di diverse forme o dimensioni) che affrontano difficoltà particolari.
Inoltre, i granchi con le chele mutilate mostrano livelli di attività significativamente inferiori rispetto ai controlli negativi e possono avere difficoltà ad attrarre i compagni. McCambridge, Dick ed Elwood (in uno studio del 2016) hanno dimostrato che i cancer pagurus che si erano autotomizzati (ossia che avevano staccato le proprie chele) avevano avuto risultati migliori nell'accoppiamento rispetto ai granchi con le chele mutilate manualmente, che avevano molte meno probabilità di attrarre con successo le femmine. Gli effetti sull'accoppiamento sembrano variare a seconda della specie; studi sul granchio marino comune e sul granchio vellutato dimostrano che la perdita di arti compromette le possibilità di accoppiamento, ma le prove di tale effetto tra il granchio blu dell'Atlantico sono contrastanti.

### Dolore e stress causati dalla mutilazione
Se i crostacei siano in grado di provare dolore è un argomento di discussione e dibattito scientifico in corso. È stato sostenuto che poiché i granchi possono autotomizzare le loro chele, la mutilazione manuale lungo i piani di frattura naturali potrebbe non causare dolore. Patterson, Dick ed Elwood (in uno studio del 2007), tuttavia, hanno scoperto che la mutilazione ha aumentato le risposte fisiologiche allo stress misurate attraverso l'analisi dell'emolinfa nei granchi con le chele mutilate più di quelli autotomizzati.

## Regolamento
Le normative sulla pesca del granchio variano in tutto il mondo in base alla regione e alla specie di granchio, e non tutti i granchi catturati vengono privati delle chele. Il Regno Unito ha proibito la privazione delle chele per 14 anni, dal 1986 al 2000.
Negli Stati Uniti, diversi stati hanno adottato una serie di misure in merito alla mutilazione. Le normative sull'industria della pesca del granchio reale dell'Alaska non fanno alcun accenno alla mutilazione e presumono implicitamente che verrà catturato l'intero granchio. Alcuni stati della costa del Golfo come la Florida e la Louisiana proibiscono la raccolta di granchi interi, consentendo solo la mutilazione. Al contrario, la mutilazione del granchio Jonah nel Maryland è stata vietata dopo il 2015 a meno che un'imbarcazione non potesse dimostrare di aver storicamente praticato tale pratica e di essere stata registrata in uno stato in cui tale pratica era consentita.

## Sostenibilità
L'argomento centrale a favore della mutilazione è che poiché i granchi possono rigenerare gli arti persi, è intrinsecamente più sostenibile della cattura di granchi interi. Tuttavia, le chele rappresentano una grande porzione della biomassa di un granchio, che varia dal 20% a oltre il 50% del peso totale di alcune specie, e quindi la rigenerazione può essere molto dispendiosa in termini di energia e tempo. La presenza empirica di chele rigenerate nei raccolti di pesca è bassa, con studi sui granchi di pietra che calcolano da meno del 10% (secondo Davis e altri, in uno studio del 1978), al 13% (secondo uno studio della Florida Fish and Wildlife Conservation Commission del 2011). I granchi più grandi e vecchi generalmente non sopravvivono abbastanza a lungo per far ricrescere le loro chele, poiché sono vicini alla fine della loro durata di vita.